# ミクロ決死隊
『ミクロ決死隊』（ミクロけっしたい、原題：Fantastic Voyage）は、アメリカのSFアニメ番組である。フィルメーション製作。アメリカのABCネットワークで1968年9月14日から1969年1月4日まで放送された、日本ではNHK総合で1973年8月から12月まで20分番組として放送された。後に地方局などで再放送された。

## 概要
ミクロ決死隊とは、新型ミクロナイザーによって生み出され、目に見えぬ小さな体「ミクロサイズ」になり、地球の平和を守るためミクロの世界で戦うチームである。
彼らがミクロの世界に入った後、12時間のタイムリミットが発生する、時間を使い果たしてしまうと元の大きさに戻ってしまうのである。
本作の設定はコンセプトの一部「潜航艇を小さくする」のみ『ミクロの決死圏』と同じだが、後は全て異なる（今で言う「リブート」、但し原題は「ミクロの決死圏」と同じ " Fantastic Voyage " で、しかもミクロ化技術の研究機関の名称は原典と同じ C.M.D.F.〔Combined Miniature Defense Force , 統合縮小防衛部隊〕である）。
また、主要キャラクターの吹き替えには『ミクロの決死圏』の吹き替えにも参加した広川太一郎と鈴木弘子と大木民夫も参加している。

## キャスト
ブラック・アイ
声 - テッド・ナイト、吹 - 広川太一郎
オリジナルではジョナサン・キッド、CMDF の司令官。
ミスター・ネンリキ（念力、インド人という設定）
声 - マーヴィン・ミラー、吹 - 大塚周夫
オリジナルではグル、CMDF の念力担当。日本独自のアドリブで「ねんりき」と手を動かしながら叫ぶ。
ミス・フラワー
声 - ジェーン・ウェッブ、吹 - 鈴木弘子
オリジナルではエリカ・レーン、CMDF の生物学者
学者くん
声 - マーヴィン・ミラー、吹 - 富山敬
オリジナルではバスビー・バードウェル、CMDF の科学者でロケットの開発をしているというだけでなく、このシリーズで使用される潜航艇の設計者という設定。デイリー・ビューグルの新聞を読んでいる時がある。
X(エックス)
声 - 吹 - 大木民夫
CMDF のボス、指令担当
教授
声 - 吹 - 川久保潔
カバラ
声 - 吹 - 熊倉一雄
水晶で呪いを起こす悪者
ナレーション
声 - テッド・ナイト、吹 - 矢島正明

## サブタイトル
| No. | 邦題                 | 原題                         | 初放送日       |
| --- | -------------------- | ---------------------------- | -------------- |
| 1   | 危機一髪のテスト飛行 | The Gathering of the Team    | 1973年08月11日 |
| 2   | 宇宙からの結晶体     | The Menace from Space        | 1973年12月17日 |
| 3   | 悪魔の水晶玉         | The Magic Crystal of Kabala  | 1973年12月18日 |
| 4   | 原子力を吸う蝶々     | The Atomic Invaders          | 1973年12月19日 |
| 5   | スパイのたくらみ     | The Master Spy               | 1973年12月20日 |
| 6   | 怪憎の悪意           | The Mind of the Master       | 1973年12月21日 |
| 7   | おもちゃの変身       | Gone Today, Here Tomorrow    | 1973年08月14日 |
| 8   | 怪しい草の正体       | The Day the Food Disappeared | 1973年08月15日 |
| 9   | 秘密基地の罠         | Revenge of the Spy           | 1973年08月16日 |
| 10  | 魔法使いの小人       | The Hobby House              | 1973年08月17日 |
| 11  | 救いの流れ星         | The Spy Satellite            | 1973年12月24日 |
| 12  | いたずらの功名       | First Men on the Moon        | 1973年08月18日 |
| 13  | 人形御殿のふしぎ     | The Great Busby              | 1973年12月24日 |
| 14  | 海底の要塞           | The Barnacle Bombs           | 1973年12月25日 |
| 15  | 謎の裏切り           | The Perfect Crime            | 1973年12月26日 |
| 16  | 恐怖の万博会場       | The World's Fair Affair      | 1973年12月28日 |
| 17  | 叛乱軍の大演習       | The Most Dangerous Game      | 1973年12月28日 |

## パロディ
- ラグラッツ 第25話でチャッキーが誤ってスイカの種を飲み込んでしまい、赤ちゃんがミクロサイズになって種を取るというエピソードがある。